# Solární kalendář

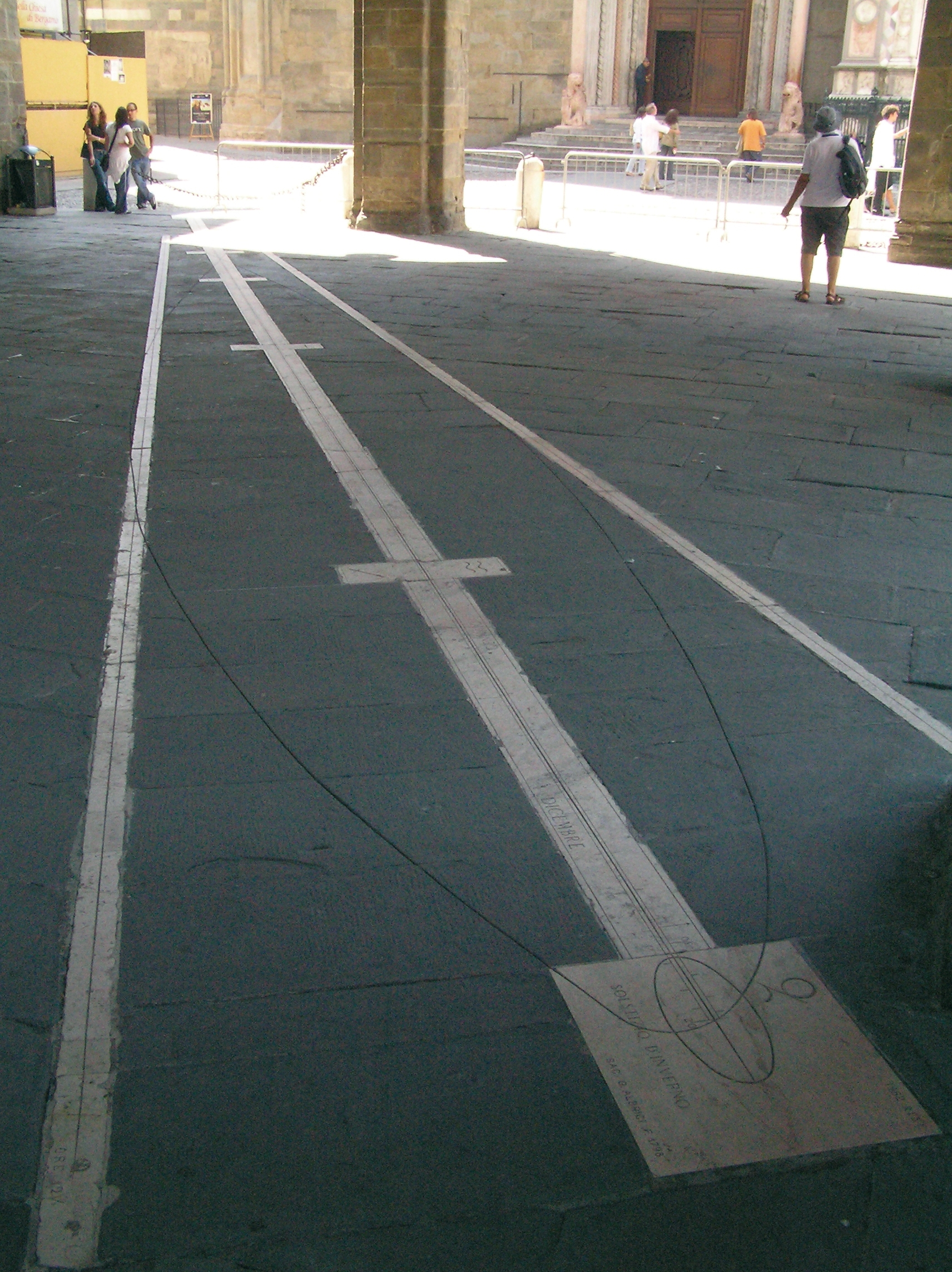
Solární kalendář v Itálii

Solární (sluneční) kalendář je druh kalendáře založený na vzájemném pohybu Slunce a Země. Mezi solární kalendáře se řadí např. kalendář gregoriánský (i juliánský).
Solární kalendář je založen na výpočtech a snaží se ideálně přiblížit době oběhu slunce po ekliptice mezi dvěma jarními body. Pro běžného pozorovatele je to téměř totéž, jako oběh Země okolo Slunce, resp. návrat Slunce na stejné místo na obloze (tj. tropický rok), pokud ignorujeme odchylky způsobené precesí. Tím, že se solární kalenář řídí délkou tropického roku, nejlépe souhlasí s pravidelným cyklem ročních období. Jeho nevýhodou je, že není slučitelný s přirozenou délkou měsíčního cyklu, takže délky jeho 12 měsíců jsou dány dohodou.
Jelikož tropický rok má celkem přibližně 365,2422 dní, je potřeba upravit délku roku tak, aby odpovídala celým dnům. Tento problém řeší juliánský i gregoriánský kalendář systémem tzv. přestupných let, při nichž se k počtu 365 dnů připojuje jeden den navíc, čímž se vyrovnává celkový počet dnů.